# پیر باپتیست باهرله
پیر باپتیست باهرله (انگلیسی: Pierre-Baptiste Baherlé؛ زادهٔ ۷ ژوئیهٔ ۱۹۹۱) بازیکن فوتبال اهل فرانسه است.
از باشگاه‌هایی که در آن بازی کرده‌است می‌توان به باشگاه فوتبال سنت ترویدنس اشاره کرد.